# 拉明河畔圣卡塔赖因
拉明河畔圣卡塔赖因是奥地利施蒂利亚州穆尔河畔布鲁克县的一个市镇。总面积43.88平方公里，总人口1110人，人口密度25.3人/平方公里（2001年）。